# Hällristning

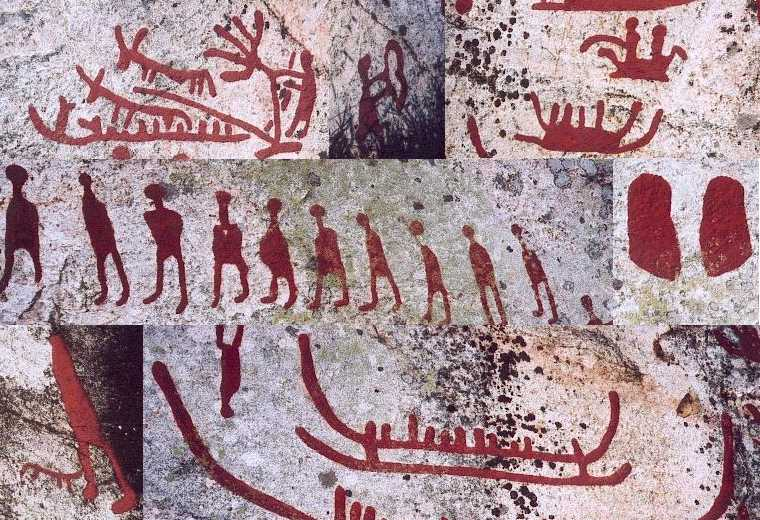
Bildmontage av hällristningar i Häljesta. Överst till vänster; plöjning med oxar, i mitten bågskytt, till höger fiske i en liten båt. Mellersta raden till vänster; en av två långa rader med människor, kanske en begravningsprocession, till höger; fotsulor, en vanlig symbol i hällristningar. Nedersta raden till vänster; man med hund, till höger; typiska hällristningsskepp med uppåtkrökta strävor i för och akter och "utriggare".

En hällristning är symboler, figurer och avbildningar som är inhuggna på berghällar eller lösa klippblock under forntiden. Figurerna har som regel aldrig ristats, utan snarare knackats eller huggits in i bergytan med olika typer av knackstenar eller under järnåldern skarpa huggjärn.
Hällristningar uppträder i olika kultursammanhang över hela världen. De största koncentrationerna har återfunnits i Afrika, Skandinavien, Sibirien, Nordamerika och Australien. De äldsta funna hällristningarna finns i Afrika och har daterats till mer än 20 000 f. Kr. Av naturliga skäl finns de största hällristningslokalerna där det funnits tillgång på lättbearbetad sten som sandsten. I många fall målade man också på släta bergytor, så kallade hällmålningar. De äldsta fynden har gjorts i grottor där berget inte varit vattenförande och som skyddats från väder och vind och därför kunnat bevaras 10 000-tals år.
De största hällristningar som är kända hittades i gränsområdet mellan Colombia och Venezuela vid floden Orinoco. De föreställer mångfotingar och maskar och är upp till 42 meter långa.

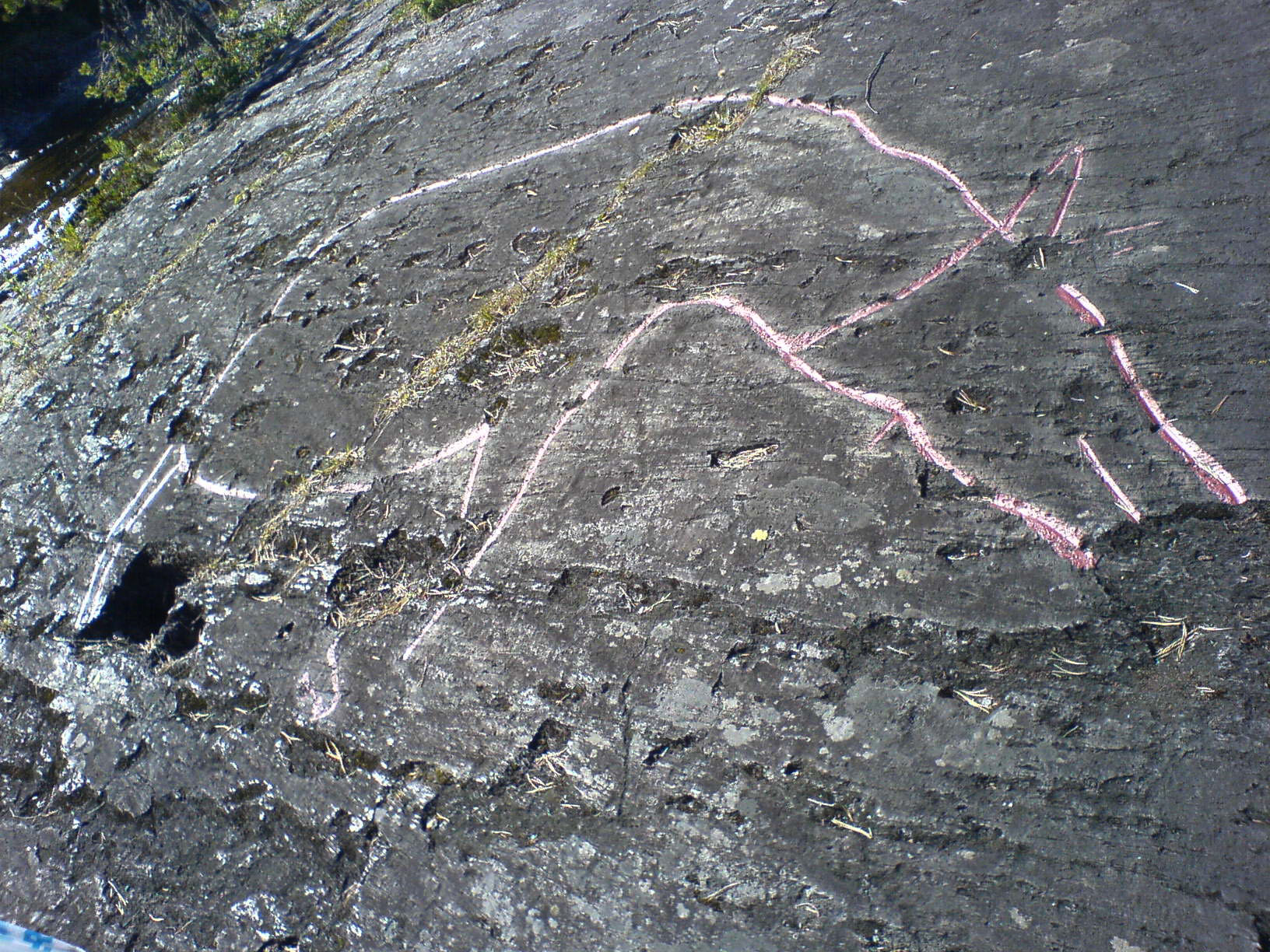
En hällristning föreställande en älg vid Gärdesån i Offerdals socken, Jämtland.

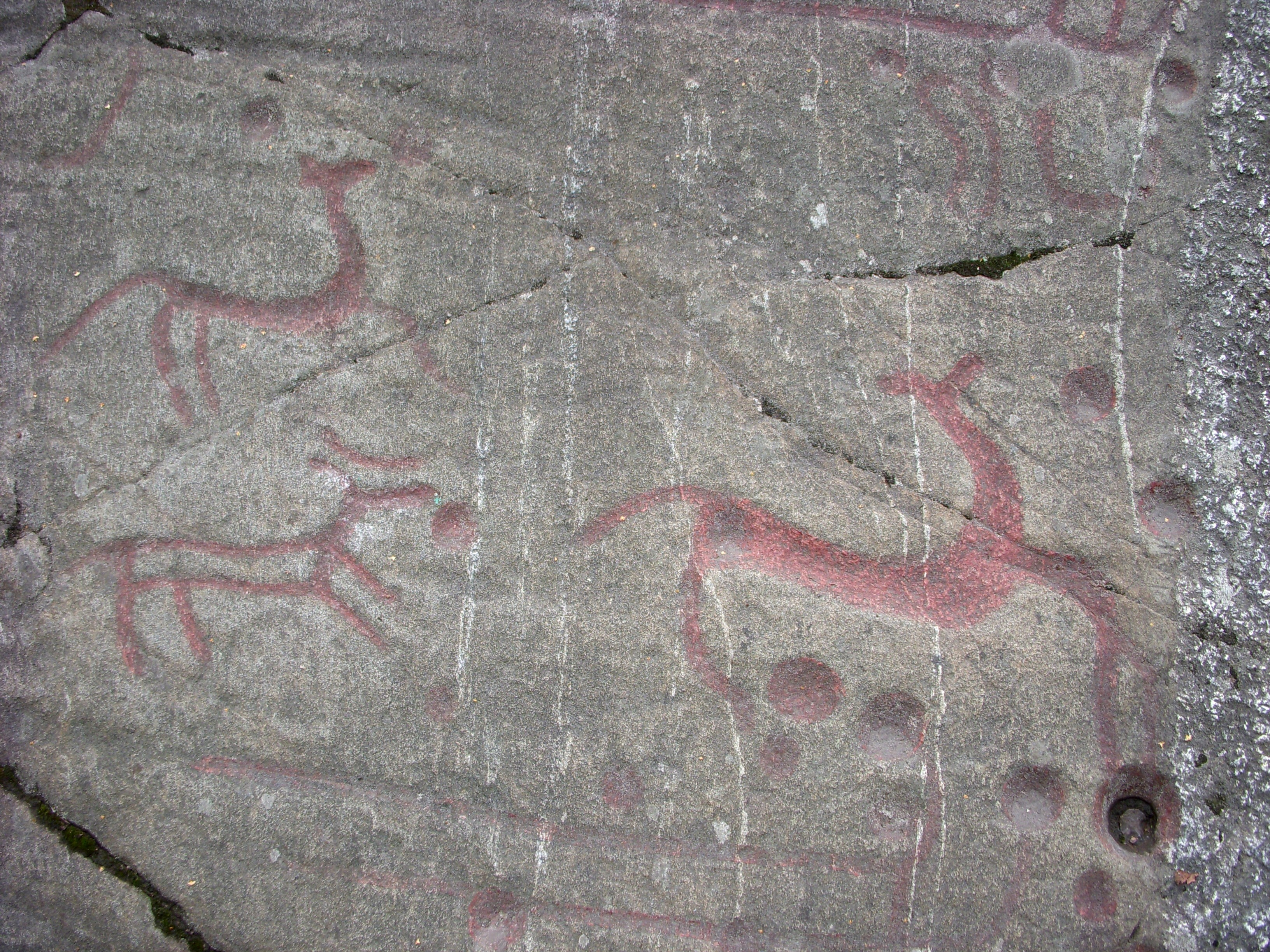
Del av Slagstaristningen.

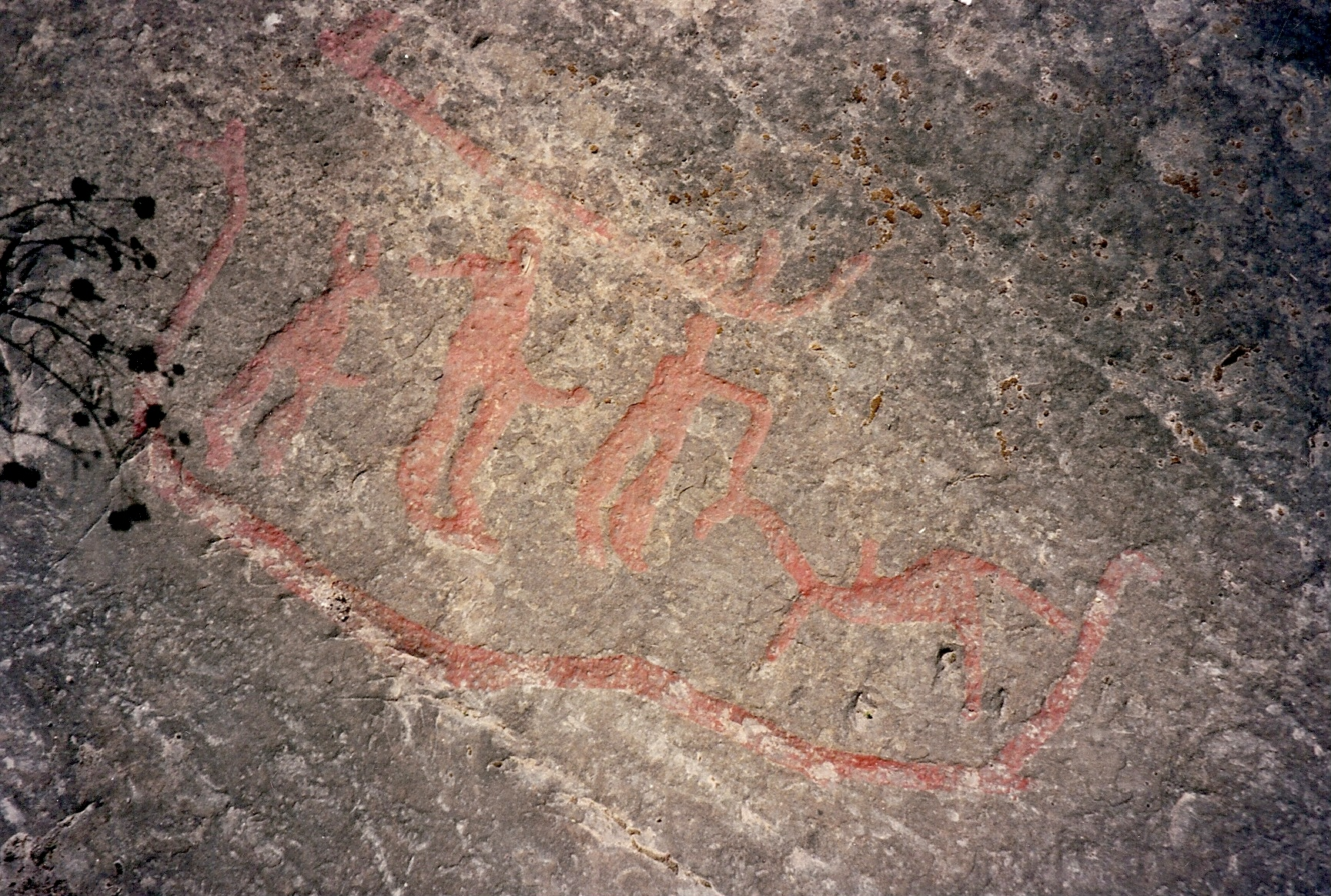
Hällristning i Blomberg på Kinnekulle.

## Bildteknik
Ett genomgående tema på de flesta hällristningar från sten- och bronsåldern är att föremålen och figurerna avbildades i den vyn som lyfte fram föremålets särdrag. I en sammansatt figur avbildades de olika föremålen var för sig utan hänsyn till ur vilken vy de andra delarna avbildades. Avbildningarna har stora likheter med nutida barnteckningar där detaljerna inte är det viktiga utan föremålet i sig. Ett bra exempel på detta är en hällristning i Tanums socken med en vagn som dras av två oxar där alla fyra hjul avbildats i den vy som tydligast återger föremålet "hjul" och oxarna på samma sätt med ben och horn. Även båtar avbildades förmodligen på samma sätt och kan därför inte ses som riktiga sidovyer av båten som en ritning utan båtens särdrag sedd ur olika vyer.

## Avbildningar av båtar och skepp från bronsåldern

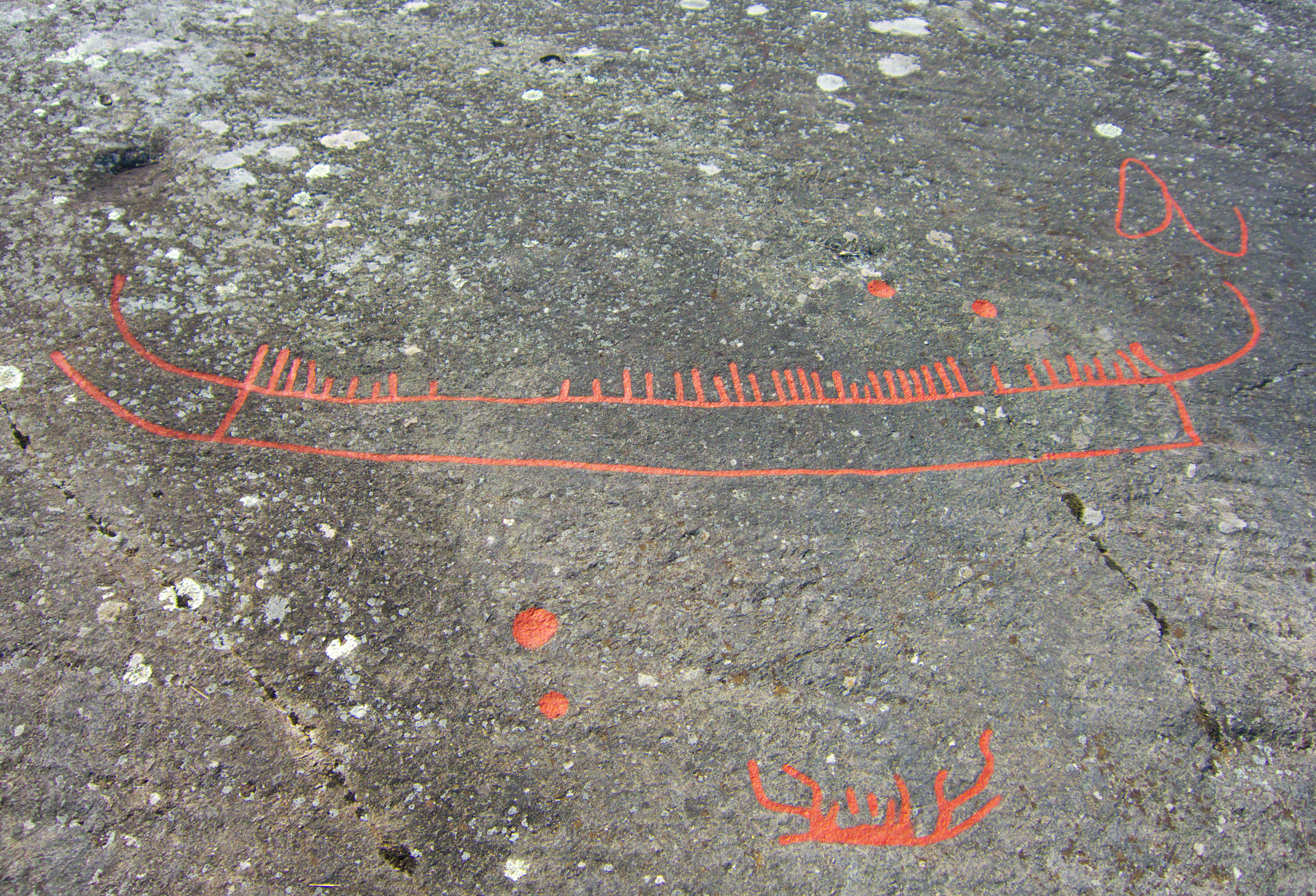
Skeppsristning på Stora Rickebyhällen i Uppland.

Olika teorier har framförts hur dessa tidiga båtar såg ut. Grunden är ursprungsbåten som bevisligen var den enkla urholkade stocken från stenåldern som man sen byggde vidare på. Bronsåldersbåten på de flesta hällristningar, med det karakteristiska utseendet av en "släde" på medar, är enligt vissa teorier en utveckling av stockbåten försedd med utriggare för att öka sidostabiliteten där "meden" undertill, utgör utriggaren som är förbunden med själva skrovet eller stocken med ett större eller mindre antal tvärgående strävor. Det finns belagt från utgrävningar av senare tiders bosättningar att man också gjort "tandembåtar" av två lika stora stockbåtar tätt intill varandra som förenades med tvärgående strävor likt en hoptryckt katamaran vilket ger betydligt högre sidostabilitet och bärighet än enbart ett skrov. Om utriggare användes var det naturligtvis i hög grad kännetecknande för föremålet "båt" för bronsåldersmänniskan. Ytan mellan skrov och utriggare kunde utnyttjas som en lastyta vilket vissa båtavbildningar antyder där man huggit in många strävor mellan skrov och utriggare eller ristat "kryss" mellan skrov och utriggare. Utriggaren är på de flesta hällristningar inte försedd med några utsmyckningar utan bara uppåtböjd i ena eller båda ändar. Skrovet där besättningen förmodligen satt på knä, som visas på en del hällristningsbåtar i Tanum, är däremot i de mer detaljrika avbildningarna i de flesta fall försedd med större uppåtböjda strävor, främst i den ena änden, förmodligen i fören på båten, som avslutats med någon typ av djurhuvud, ofta med horn som utsmyckning. De flesta är eniga om att de vertikala streck som huggits in likt en kam utgör besättningen som sitter på rad efter varandra i skrovdelen vilket belagts av att på vissa avbildningar är de enkla strecken försedda med en avslutande rund del som man tolkat som en människas huvud. Att man i vissa fall huggit in oproportionerligt många i besättningen, upp till fler än 40 personer är en underlighet som förklarats som fantasiavbildningar. Den storlek på farkost kunde man rimligen inte tillverka på bronsåldern.

## Avbildningar av hjul och vagnar på hällristningarna.
Ett kors inskrivet i en cirkel förekommer på ristningar och reliefer i många kulturer ända från sumerisk tid. Det liknar ett hjul med fyra ekrar och har ofta benämnts hjulkors. Betydelsen har varierat och är ofta oklar. På de nordiska hällristningarna är hjulkorsen vanliga men betydelsen är även här okänd utom då de förekommer i speciella sammanhang. Då de förekommer på vagnar är det uppenbarligen fråga om riktiga hjul. Även sköldar har avbildats med ett kors inskrivet i en cirkel. Ett hjulkors och en häst som är förbundna med en rak linje har kallats solvagn, det vill säga ett ekipage som i en dåtida föreställningsvärld antas ha färdats över himlen. På några solvagnar löper hjulen på samma plan som hästen hovar, då kan ekipagen istället föreställa hästdragna tvåhjuliga vagnar visade från sidan. 
På en häll i Kalleby i Tanumshede visas hjultillverkning. Tre personer är verksamma, två är tydligt män medan den tredje, som inte har någon könsmarkering, förmodligen är en kvinna. Denna tredje person utför det tekniskt svåraste momentet nämligen inpassning av den sista ekern i hjulringen. 
De fyrhjuliga vagnarna på hällristningarna är visade i flera olika perspektiv, vanligast är att hjulen är visade från sidan medan vagnarna i övrigt är visade från ovan. Det förekommer också att man använt sig av fyra kuskperspektiv det vill säga att vagnarna sidor har avbildats inifrån så som kusken har sett dem från sin kuskbock. 
En speciell vagnstyp har inga flak. Det enda som visas är hjul, hjulaxlar, dragstång och vagnsstock. Detta är låga kraftiga vagnar som har använts för mycket tunga transporter, förmodligen då man röjde odlingsmark fri från stora stenblock. De kan också ha använts för att forsla de största blocken upp till bronsåldersgravarna.

## Indelning

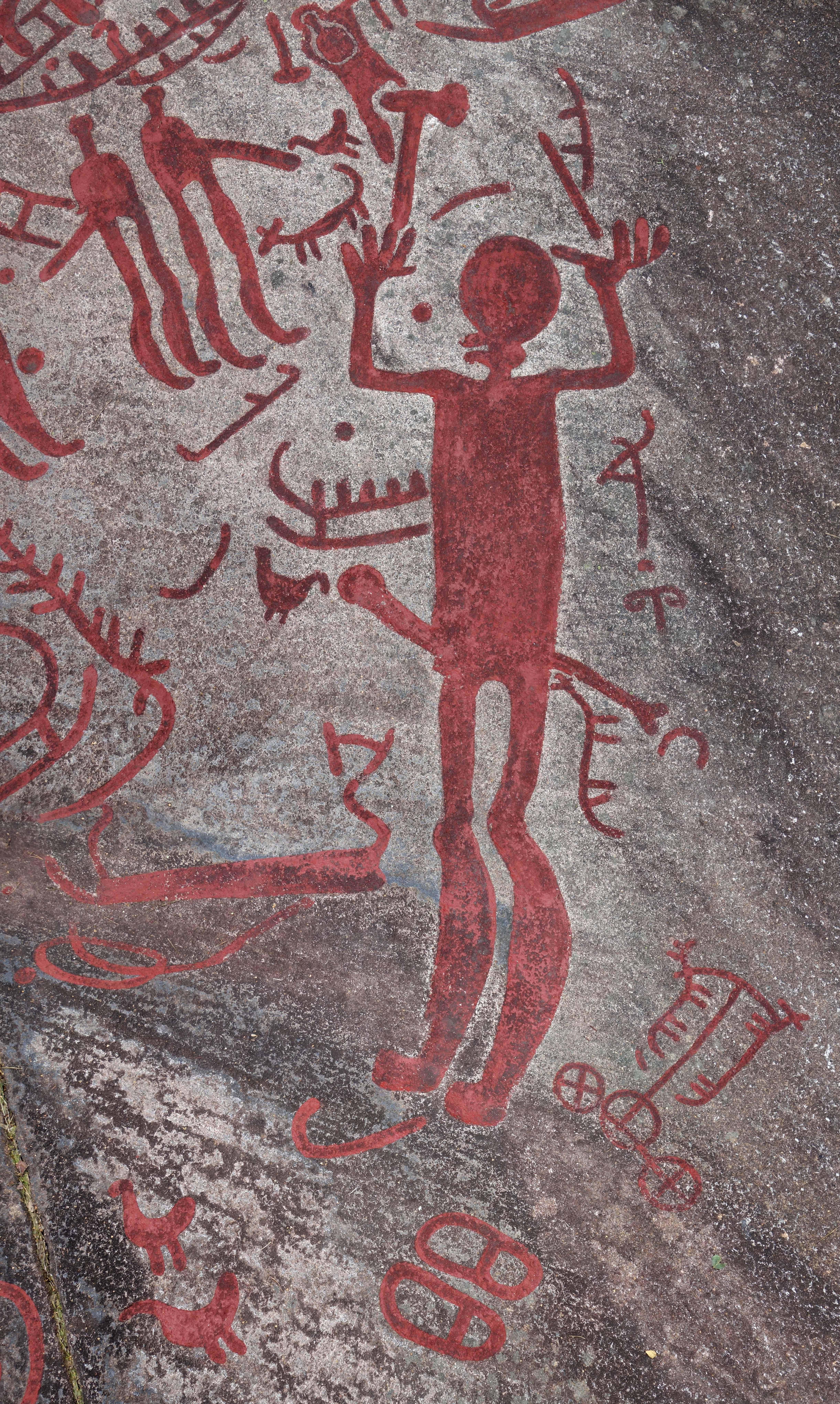
Hällristningen "Skomakaren", Brastad, mellersta Bohuslän.

Många olika kulturer har gjort hällristningar, även kallade petroglyfer, med olika stil och innehåll. Inom Norden skiljer man mellan jägarfolkens ristningar och bondefolkens ristningar. De tidigaste hällristningar gjordes av stenåldersjägare, kanske redan så tidigt som 7000 år f.Kr. Tyngdpunkten av dessa ristningar finns i mellersta och norra Skandinavien där motiven tydligt avspeglar de skilda miljöer som de olika urtidsfolken levde i, långt från kusten respektive nära kust och hav. Traditionen att knacka in figurer och senare text fortsatte genom årtusenden, länge efter att folken i södra Skandinavien blivit bönder. Ristningar med jaktmotiv är bilder av olika jaktbyten som björn, ren, hjort och älg där människofigurer uppträder med olika jaktvapen som spjut och pilbågar. I kustområdena avbildas båtar, havets djur och de fångstredskap man hade för fiske.
Motiven är ibland utförda med förbluffande realism, ibland mera symbolisk. En del djur är avbildade med inre organ: den så kallade röntgenstilen. Djurbilderna kan ha haft någon form av magisk innebörd för att exempelvis bringa jaktlycka, men kan också vara uttryck för totemism, det vill säga människors eller stammars uppfattning av samhörighet med vissa djur.
Tamhunden fanns tidigt hos människan och är ofta avbildade i jaktsammanhang genom att man med stor sannolikhet använde hunden liksom idag för att söka upp sina bytesdjur. Ett annat faktum är att hunden genom korsning med olika raser utvecklades med unika genetiska egenskaper till skillnad från många andra djur och tidigt tydde sig till människan som blev hennes trogne vän och samarbetspartner. Hunden blev på det sättet en del av familjen och ingick därför som en naturlig del av hällristningar. Andra motiv, till exempel i Västnorge, är geometriska eller kaotiska mönster, slingor och nätformer som troligtvis har transcendent upphov. Personer, som hade särskild insikt i andevärlden, gjorde kanske sådana bilder både som en hjälp och som en redovisning av andliga "resor".
I den allra sydligaste delen av Skandinavien är inga jaktristningar kända. I gengäld finns här ett stort antal ristningar från bronsålderns bondekultur (1800-550 f.Kr). Bronsåldersristningarna har en helt annan motivvärld och ett annat ursprung än jaktristningarna, men på vissa platser som vid Nämforsen i Näsåker (Ångermanland) eller i Trondheimsområdet möts de två traditionerna på samma häll.
Bronsåldersristningarna har en rad dominerande symboler: skepp, fotsulor och hjulkors, som är utbredda och ganska likartade i hela södra Skandinavien. Andra motiv som människor, djur och vapen uppträder i vissa områden, framför allt i Bohuslän. Den vanligaste hällristningen är dock de så kallade skålgroparna; runda, urknackade fördjupningar i berget. Skålgroparna kan vara stora som ett halvt äpple och det kan finnas flera hundra på samma plats, men oftast är de oanseliga. De är i många områden en av de talrikaste typerna av fornlämningar över huvud taget. Man har ännu inte lyckats tyda innebörden av dessa skålgropar även om många teorier framförts bland annat att de skulle ha använts i samband med offergåvor till olika gudar.

## Utbredning i Skandinavien

Antal hällristningar och skålgropar per topografiskt kartblad i Sverige. (Fyra platser för hällristningar i Mellannorrland tillkommer.)

Hällristningarna i Skandinavien utbreder sig från Skåne upp genom Sverige ända upp till mellersta Norrland och Nordnorge. Några typiska platser
- Danmark
  - Madsebakke hällristningsområde på norra Bornholm
  - Nordsjälland (spridda ristningar på stenblock)
- Norge
  - Østfold
  - Vestlandet
  - Trøndelag
  - Tennes hällristningsfält i Troms fylke
  - Alta i Finnmark fylke
- Sverige
  - Götaland
    - Tanum i norra Bohuslän (här finns Europas största koncentration av hällristningar, Unesco världsarv)
    - Alvhem (Västergötland)
    - Flyhovs hällristning (Västergötland)
    - Göteborg
    - Högsbyn i Dalsland
    - Himmelstalund i Norrköping
    - Kasimirsborg utanför Västervik
    - Simrislund, Kiviksgraven, Järrestad, Stenstuan nordväst om Gladsax i sydöstra Skåne
    - Hästhallen i Torhamn (Blekinge)

  - Svealand
    - Enköping
    - Häljesta (Västmanland)
    - Slagsta hällristning (Södermanland)
    - Släbro hällristning (Nyköping)

  - Norrland
    - Nämforsen (Ångermanland)
    - Glösa (Jämtland)
    - Gärdesån (Jämtland)
    - Norrforsen (Västerbotten)

Det finns över 10000 lokaler med bildristningar i Sverige. Nya upptäcks varje år, ofta genom aktiv eftersökning. Det finns också åtskilliga tusen i Norge, och ett par hundra i Danmark. Från det danska området finns dock en rikedom av andra fynd från bronsåldern, och det finns många intressanta förbindelser mellan dessa verkliga föremål och hällristningsbilder. 
Ett exempel på ett relativt nytt fynd av fångstristningar är från 1984 längs Norrforsen i Umeälven, strax nedanför Stornorrfors kraftverks dammbyggnad, på en liten ö i forsen, 15 km från Umeå. Det senaste fyndet var svåridentifierat, och efter att ha identifierat hällen en solklar dag begav man sig ut en mörk natt ett år senare för att belysa området med ficklampor då man genast förstod att det rörde sig om hällristningar.[källa behövs] Möjligtvis har de flesta platserna varit öar under den tid då inlandsisen smälte bort.[källa behövs]
I april 2010 fann forskare efter aktivt letande i Linnéuniversitetets regi en ristad solvagn och 101 skepp i Kasimirsborg utanför Gamleby i Västerviks kommun. Solvagnen väckte uppmärksamhet då det är den enda man funnit på Sveriges östkust.
Det största hällristningslokalen i norra Europa ligger vid Nämforsen i Ångermanland, medan den högsta koncentrationen finns i ett område i Bohuslän. 
Jaktristningar dominerar i norr och innehåller jaktviltmotiv såsom älg, ren och hjort. I söder dominerar jordbruksristningar med motiven skepp, cirkelfigurer, djur, fotsulor, skålgropar och människofigurer.
Hällristningar och de besläktade hällmålningarna förekommer i alla bebodda världsdelar. I Afrika finns de äldsta, men även i Nordamerika, Sibirien, Centralasien, m.m. finns det många hällristningar. Skandinavien är den dominerande hällristningsregionen i Europa, men även i alpländerna, på Iberiska halvön och på Brittiska öarna finns en del hällristningar som också till största delen är från bronsåldern.

## Syftet
För närvarande vet man inte syftet med ristningarna, och ambitionen har varit att finna eller avkoda en tidig form av skrift (bildspråk). De mest spektakulära är de sibiriska hällristningarna, som icke har kunnat tydas, och där mytologin om en forntida handel med Sydeuropa anses vara förklaringen.
De skandinaviska ristningarna anses kombinera avbildningar med revirhävdande bland stamfolken. På senare år har man, vilket kännetecknar skandinaviska och nordamerikanska hällristningar, funnit vapenbitar, såsom pilspetsar, i marken nedanför hällen vilket kan tyda på att man använt dessa järnföremål som verktyg vid ristningar om de inte gick att använda för annat. En del av ristningarna har sexuella motiv (jämför skålgropar), där man ser personer i samlagsställningar samt tidelag. Flera innehåller också motiv med schamanistiska drag. Dessa motiv kan tyda på att de huvudsakligen använts i religiösa sammanhang.
Hällristningar på nordnorska Alta har stor likhet med medeltidens ringtrummor från samma område.

## Bildgalleri

### Avbildningar av båtar i Tanum

Båt. Ringen på en vertikal stolpe ska förmodligen föreställa en sol som var ett vanligt tillägg av symboler på båtar. Fören hade ofta formen av ett djurhuvud mer eller mindre stiliserad
Båt. Djurhuvud i för och akter.
Båt med solsymbol.
Båt med hornförsedda djurhuvud i för och akter, människor och fåglar.
Båt. Djurhuvud i fören. De korta vertikala strecken mitt i båten ska förmodligen föreställa människor.
Båt. Hornförsedda djurhuvud i för och akter. En människa i båten (det vertikala strecket mitt i båten).
Två båtar intill varandra på samma häll med människor som sitter på knä. Övre båtens skrov heltäckande inristad, undre i klassisk stil med tydlig typ "utriggare".
Båt med människor.

### Avbildningar av redskap och människor i Tanum

Dragdjur med horn, vagn och människor.
Människa som plöjer. Plog och dragdjur med horn.